# Margraviato de Landsberg
El Margraviato de Landsberg (del alemán: Mark Landsberg) fue una marca del Sacro Imperio Romano Germánico que existió desde el siglo XII hasta el siglo XIV. Fue nombrada según el castillo de Landsberg en el actual estado federado alemán de Sajonia-Anhalt y comprendía el territorio entre los ríos Saale y Elba.

Escudo de armas del Margraviato de Landsberg.

El margraviato fue segregado de la Marca Sajona Oriental (Marca de Lusacia) después del retiro del margrave Conrado de la dinastía Wettin en 1156 y fue sostenido por su hijo Dietrich I. Tenía un castillo erigido hasta 1171 y portó el título de "Margrave de Landsberg".

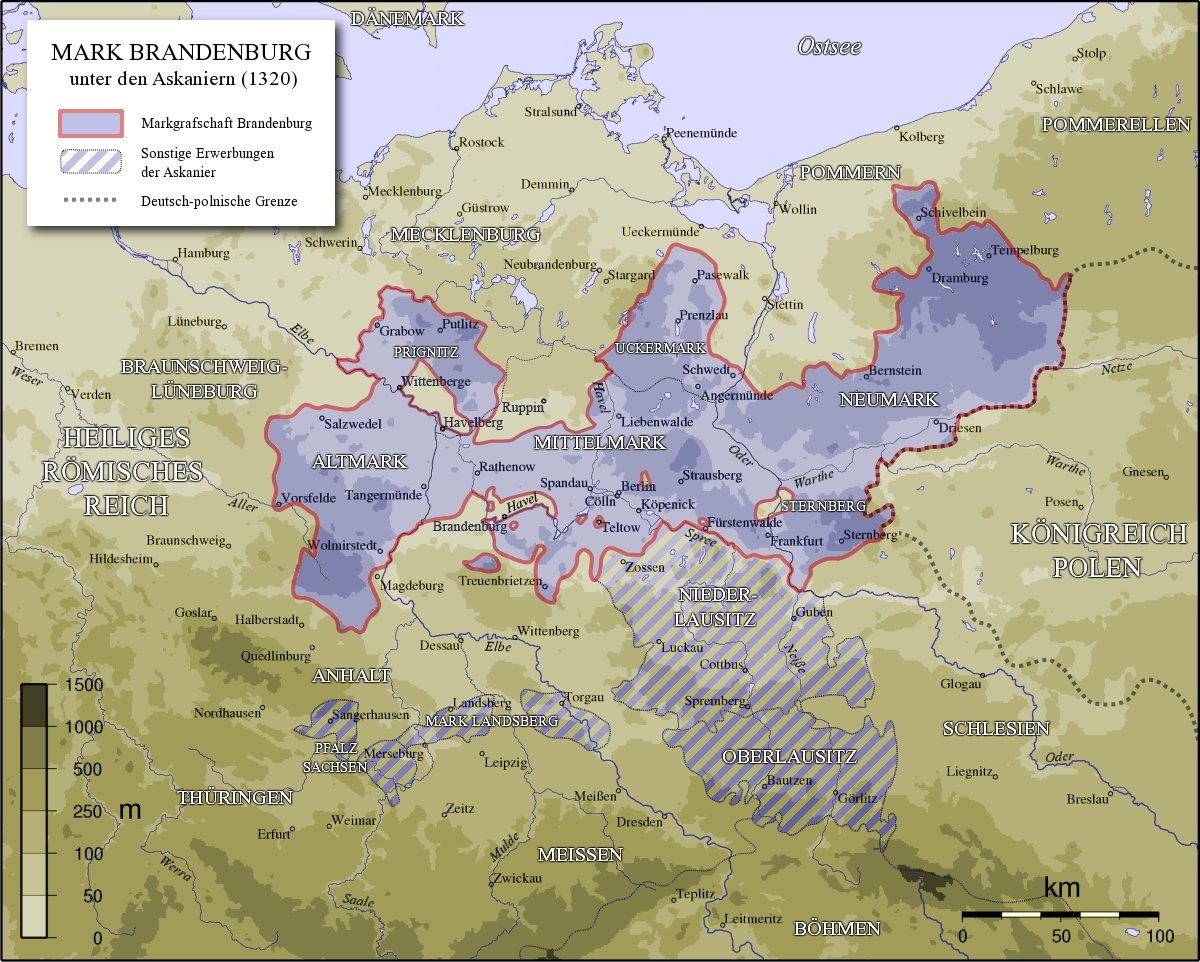
El Margraviato de Landsberg en Brandeburgo.

En 1261 el margrave Enrique III de Meissen estableció otra vez Landsberg como un margraviato separado para su segundo hijo Dietrich. Después de que el hijo de Dietrich, Federico Tuta, muriera sin descendencia en 1291, fue vendido a los margraves de Brandeburgo pertenecientes a la Casa de Ascania. En 1327 el Duque Magnus I de Brunswick-Luneburgo, el Piadoso, heredó Landsberg por matrimonio con Sofía, la hermana del último margrave ascanio y también sobrina del emperador Luis IV. En 1347, Magnus lo vendió a Federico II de Meissen, y de este modo volvió otra vez a la Casa de Wettin.